# Валютний арбітраж
Валю́тний арбітрáж – валютні операції, які здійснюються банками (арбітражерами) з метою вилучення прибутку з різниці валютних курсів однієї і тієї самої грошової одиниці на різних валютних ринках (просторовий арбітраж) або різниці в динаміці курсу (часовий абрітраж).
Валютний арбітраж уможливлюється наявністю різниці в котируваннях на міжнародних та національних валютних ринках.
Основний принцип валютного арбітражу — купити валюту дешевше та продати дорожче.
- Класифікацію видів валютного арбітражу можна провести за кількома критеріями.

За кількістю валют:
- простий з двома валютами на двох валютних ринках, коли різниця в курсах на національному і міжнародному валютних ринках не тільки покриває спред, а й дає прибуток. Операція виконується арбітражистом миттєво, як комбінація придбання та продажу валюти;

- складний (крос-курсовий), коли в операціях використовується кілька валют та валютних ринків.

За складного арбітражу, як і за простого, арбітражист має закінчити  угоду в тій валюті, з якої він почав валютний арбітраж.
За метою проведення:
- спекулятивний — отримання спекулятивного прибутку завдяки різниці між початковим та кінцевим обсягом валюти арбітражу

(як правило, сьогодні валютні курси рідко відхиляються на величину, що перевищує спред);
- конверсійний (обмінний) арбітраж. За сучасного розвитку засобів зв'язку мета — якомога вигідніше придбати валюту (наприклад, для погашення боргу кредиторів). Банк виконує доручення свого клієнта, прагне придбати необхідну валюту на тому  ринку, де курс є найсприятливішим. При цьому початкова та кінцева валюта можуть не збігатися.

За технікою проведення:
- вирівнювальний арбітраж — використання цінової диференціації з метою отримання прибутку. Може бути прямим (використання курсової різниці між валютами боржника та кредитора) і непрямим (бере участь третя валюта, яка купується за дуже низьким курсом та продається замість платежу);

- процентний арбітраж — капітал спрямовується в ті країни, де існують високі процентні ставки. Цей вид арбітражу пов'язаний з операціями на ринку позичкових капіталів і передбачає дві угоди щодо: отримання кредиту на іноземному ринку позичкових капіталів, де ставки нижчі;

розміщення еквівалента запозичень інвалюти на національному ринку капіталу, де процентні ставки виші. При цьому банк може укласти угоду з продажу на термін валюти позики з метою страхування від валютних ризиків ('своп');
- валютно-процентний арбітраж — різновид процентного, заснований на використанні банком різниць процентних ставок за угодами, які здійснюються в різні терміни: покритий — с форвардним покриттям;

непокритий — без форвардного покриття ('не банки');
- диференційований (просторовий) арбітраж — використання цінової диференціації на різних валютних ринках. Відсутні відкрита позиція та [валютний ризик] . Арбітражери на відміну від спекулянтів ризикують менше. Вони, як правило, відкривають протилежні позиції в одній валюті на різні ('однакові') терміни на одному або кількох пов'язаних між собою ринках, зменшуючи таким чином валютно-курсовий ризик;

- часовий арбітраж — використання курсових коливань протягом певного часу ('відкрита позиція').

За типом валютних угод:
- з використанням готівкових угод
- з укладенням угод на певний термін.